# Viktor Buturlin
Viktor Buturlin (russisk: Ви́ктор Ива́нович Буту́рлин) (født 28. juni 1946 i Moskva i Sovjetunionen, død 5. februar 2022 i Sankt Petersborg i Rusland) var en sovjetisk filminstruktør og manuskriptforfatter.

## Filmografi
- Aplodismenty, aplodismenty... (Аплодисменты, аплодисменты…, 1984)[1][2]
- Sadovnik (Садовник, 1987)